# 크리스탈 동굴

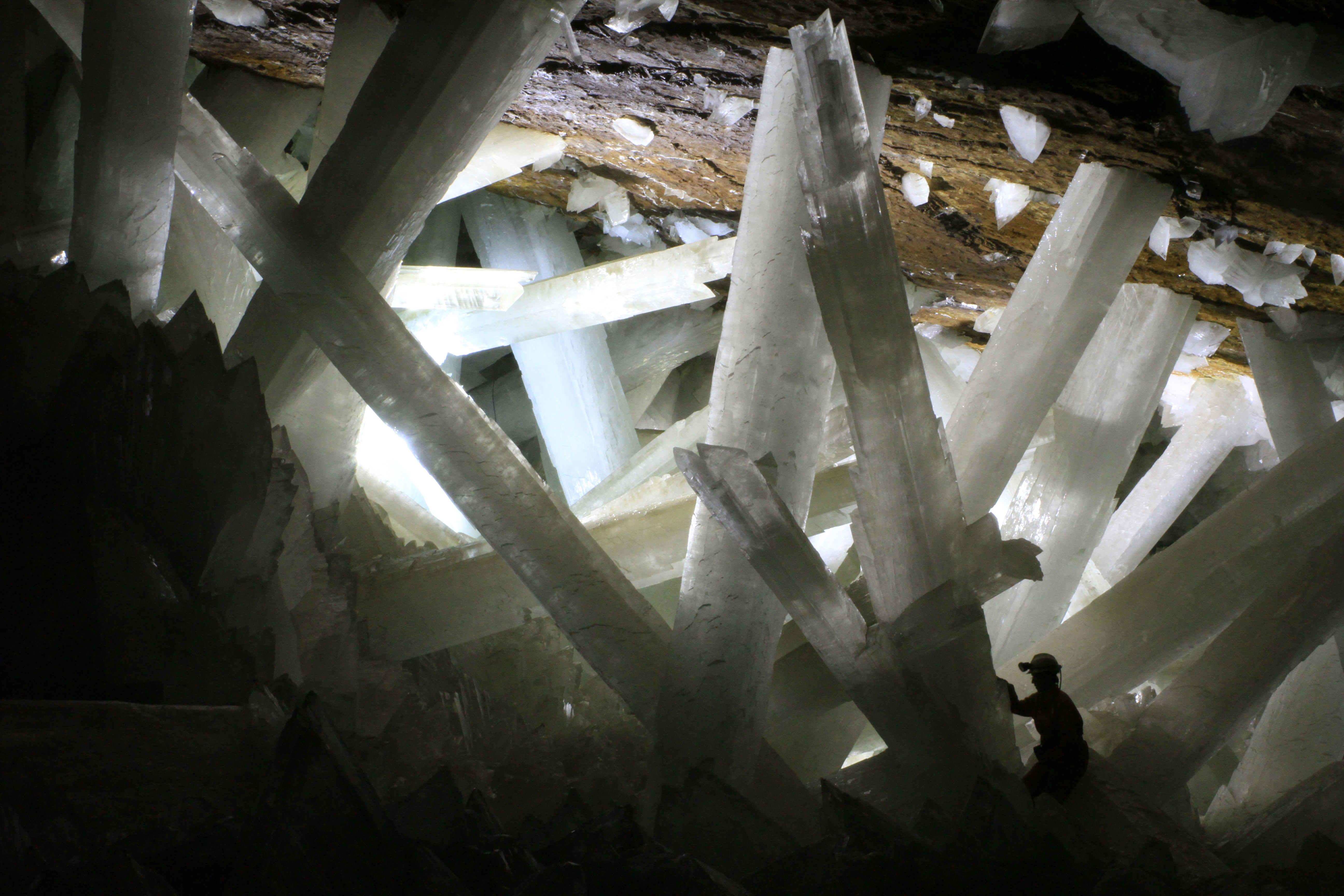
사람과 비교한 결정의 크기

크리스탈 동굴(Cave of the Crystals)은 멕시코 치와와주의 나이카 광산 지하 300m에 위치한 동굴이다. 동굴의 주실은 석고의 수화 결정인 거대한 투석고(透石膏, Selenite, CaSO4·2 H2O) 결정으로 가득차있다. 가장 큰 것은 길이 11m, 직경 4m, 무게 55톤으로, 인류가 발견한 결정 중 최대이다. 동굴의 길이는 27m, 폭은 9m 정도이며, 동굴 내부의 온도는 58℃, 습도는 90-100%를 유지하고 있다. 이는 적절한 장비 없이 인간이 10분 이상 버티기 어려운 극한 환경으로, 오랜 기간 미지의 공간이었다.

## 결정의 성장
나이카 광산에는 오래된 단층이 지나며, 그 지하에는 마그마방이 존재한다. 마그마는 지하수를 가열하며, 가열된 지하수는 용해도가 높아지고 황산 칼슘 등의 광물질로 포화된다. 광물질이 풍부한 열수가 지하 공동을 채우고 시간이 흐르면서 공동에 결정이 성장하게 된다. 크리스탈 동굴의 공동이 지하수에 잠긴 것은 약 50만 년 전으로 추정되며, 이후 지하수온이 안정적으로 50 °C 정도를 유지하면서 결정이 거대하게 성장한 것으로 추정된다.

## 발견

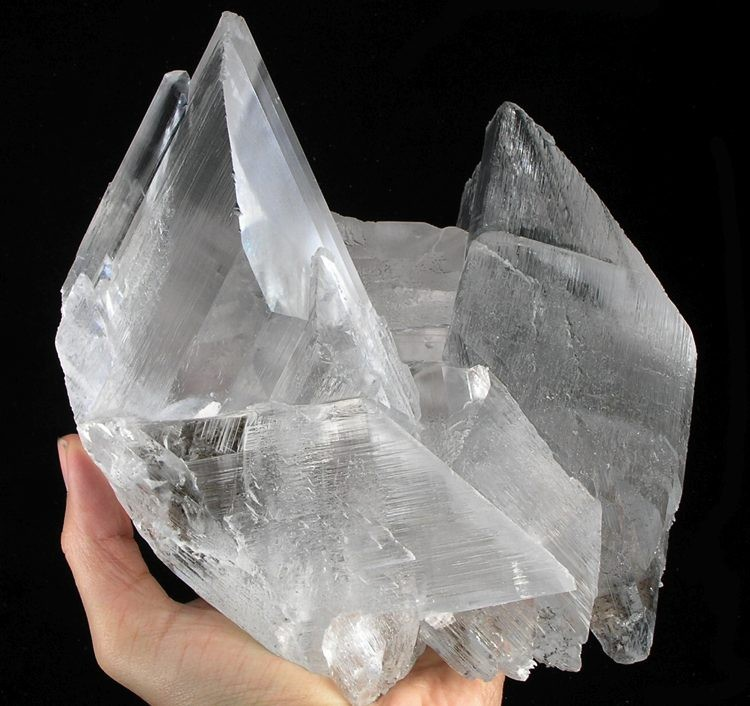
나이카 광산에서 발견된 투명한 결정. 크기: 18×14×13 cm., 무게 2.6 kg.

1910년 나이카 광산에서 일하던 광부들이 소즈 동굴 (Cave of Swords)을 발견했다. 지하 120 m에 위치한 동굴로, 크리스탈 동굴보다는 작은 1 m 정도의 결정이 들어차 있었다. 이는 크리스탈 동굴보다 위에 있어 온도가 빨리 떨어졌기 때문에 결정의 성장이 크게 이루어지지 못한 것으로 추측된다.
크리스탈 동굴은 2000년 4월에 페뇰레스의 나이카 광산에서 새로운 터널을 굴착하던 산체스 형제(Juan Sanchez & Pedro Sanchez)가 발견했다.
크리스탈 동굴은 석회암층 속에 있는 말발굽 형태의 공동이다. 바닥은 완벽하게 평평한 결정 블록으로 덮혀 있으며, 거대한 결정 기둥이 튀어나와 있다. 동굴은 현재 광산 회사의 배수 작업으로 인해 인간의 접근이 가능하지만, 배수 작업을 중단하면 다시 물에 잠길 것이다. 결정이 공기에 노출되면 약화되기 때문에, 나이카 프로젝트를 통해 결정이 더욱 약화되기 이전에 탐사와 기록을 시도하고 있다.
2000년에 퀸즈아이 동굴(Queen’s Eye Cave)과 캔들즈 동굴(Candles Cave)이 더 발견되었다. 굴착 프로젝트를 통해 2009년에도 150m 깊이에 있는 아이스팰리스(Ice Palace) 동굴이 발견되었다. 동굴이 물에 잠겨있지는 않았지만, 결정의 크기는 훨씬 작았다. 현재까지 크리스탈 (The Cave of Crystals), 퀸즈아이(Queen's Eye), 캔들즈(The Candles Cave), 아이스팰리스(The Ice Palace), 소즈(The Cave of Swords) 동굴이 발견되었다.

## 탐사와 연구
크리스탈 동굴은 멕시코 치와와주의 나이카 광산 지하 300m에 위치한 동굴이다. 동굴의 주실은 석고의 수화 결정인 거대한 투석고(透石膏, Selenite, CaSO4·2 H2O) 결정으로 가득차있다. 가장 큰 것은 길이 11m, 직경 4m, 무게 55톤으로, 인류가 발견한 결정 중 최대이다. 동굴의 길이는 27m, 폭은 9m 정도이며, 동굴 내부의 온도는 58℃, 습도는 90-100%를 유지하고 있다. 이는 적절한 장비 없이 인간이 10분 이상 버티기 어려운 극한 환경으로, 오랜 기간 미지의 공간이었다.